# Antoon Dignef
Antoon Dignef (Velm, 3 oktober 1910 - Sint-Truiden, 9 april 1991) was een Belgisch wielrenner. Hij was wielerprof tussen 1932 en 1942 en won onder andere de Scheldeprijs en twee ritten in de Ronde van Spanje. Dignef was een goed klimmer die het vooral van de kracht in zijn benen moest hebben.

## Levensloop
Dignef debuteerde als wielrenner in 1929. Hij werd onmiddellijk kampioen van Limburg bij de juniores en werd in 1932 profwielrenner.
In zijn eerste seizoen reed Dignef mee in de Ronde van Catalonië, won er twee ritten en werd vierde in de eindrangschikking. Het daaropvolgende jaar, in 1933, deed Dignef het nog beter; hij won de zevende rit, een lastige bergetappe, en werd derde in de eindrangschikking. Dignef reeds eveneens de Ronde van Italië waarin hij opgaf wegens een knieblessure en de Ronde van Frankrijk waarin hij 26ste eindigde.
In 1934 werd Dignef tweede in de Ronde van België en in 1935 werd hij eveneens tweede in de wedstrijd Parijs-Nice waarin hij ook een rit won. In datzelfde jaar reed Dignef zowel de Ronde van Frankrijk, waarin hij 20ste eindigde, als de allereerste editie van de Ronde van Spanje waarin hij twee ritten won, waaronder de eerste rit. Dignef was daarmee de allereerste drager van de leiderstrui maar was deze na de volgende rit al kwijtgespeeld aan Antonio Escuriet. Hij eindigde op de derde plaats in de eindrangschikking.
In 1936 reed Dignef de Ronde van Zwitserland en eindigde op de zesde plaats. Met de opkomst van de derailleur konden de renners meer op souplesse rijden dan op kracht waardoor Dignef geen voordeel meer had in de bergritten. In 1938 won hij nog wel de Scheldeprijs.
Na zijn carrière opende Dignef in zijn woonplaats Landen een café en was hij er taxichauffeur.

## Belangrijkste overwinningen
1932
- 2e en 7e etappe Ronde van Catalonië

1933
- 7e etappe Ronde van Catalonië

1935
- 2e etappe Parijs-Nice
- 1e en 4e etappe Ronde van Spanje

1938
- Stadsprijs Geraardsbergen
- Scheldeprijs

1939
- 3e etappe Circuit du Mont Ventoux
- 3e etappe Ronde van België

## Resultaten in voornaamste wedstrijden
Eindklasseringen in grote rondes, met tussen haakjes het aantal etappeoverwinningen.
| Jaar | Ronde van Italië | Ronde van Frankrijk | Ronde van Spanje |
| ---- | ---------------- | ------------------- | ---------------- |
| 1933 | opgave           | 26e                 |                  |
| 1934 |                  |                     |                  |
| 1935 |                  | 20e                 | ↑ (2)            |
| 1936 |                  |                     |                  |
| 1937 | opgave           |                     |                  |